# 내가 마지막 본 흥남
"내가 마지막 본 흥남"은 1983년에 제작되어 1984년에 개봉한 대한민국의 영화이다.

## 캐스팅
- 남궁원 : 지훈 역
- 이구순 : 젊은지훈 역
- 조용원 : 옥희 역
- 김진해 : 창식 역
- 김형자 : 영숙 역
- 백일섭 : 덕수 역
- 최병근 : 인호 역
- 여운국 : 영빈 역
- 권재한 : 윤호 역
- 오경아 : 이 여사 역
- 김경수 : 창우 역
- 준희 : 명숙 역
- 문미봉 : 조씨 역
- 이일웅 : 동식 역
- 남포동 : 김병조장 역
- 정세혁 : 오일등수병 역
- 김운하 : 김사무관 역
- 김민규 : 병원장 역
- 손전 : 할아버지 역
- 조용해 : 어린인호 역
- 오희찬 : 영숙아들 역
- 박용팔 : 노인 1 역
- 최삼 : 노인 2 역
- 윤일주 : 노인 3 역
- 김예성 : 노인 4 역
- 이백 : 노인 5
- 박달 : 노인 6
- 임생출 : 노인 7
- 한명환 : 피난민 1 역
- 임성포 : 피난민 2 역
- 오세장 : 피난민 3 역
- 송필용 : 피난민 4 역
- 김신명 : 피난민 5 역
- 이정애 : 피난민 6 역
- 유명순 : 피난민 7 역
- 최연수 : 피난민 8 역
- 서팽석 : 아들 역
- 박부양 : 동네사람 1 역
- 권일정 : 동네사람 2 역
- 추봉 : 술집주인 역
- 조학자 : 술집부인 역
- 라갑성 : 청년 역
- 김대현 : 운전수 역
- 임해림 : 손님 1 역
- 박병기 : 손님 2 역
- 홍춘길 : 청년 역
- 석인수 : 손님 역
- 박예숙 : 일꾼 1 역
- 강희 : 일꾼 2 역